# Michael Polle
Michael Polle (* 1979 in Northeim) ist ein deutscher Film- und Fernsehproduzent.

## Biografie
Er begann seine Laufbahn im Jahr 2000 in der TV-Produktionsabteilung der Werbeagentur Heye & Partner, gefolgt von einem Studium in der Abteilung V „Produktion und Medienwirtschaft“ an der Hochschule für Fernsehen und Film in München. Seine berufliche Tätigkeit nach dem Studium begann er 2005 als Producer bei der Bavaria Film in München, gefolgt von einer Tätigkeit in gleicher Position bei der Produktionsfirma Hoffmann & Voges. Hier war er u. a. an der Produktion der mehrfach ausgezeichneten Serie KDD – Kriminaldauerdienst beteiligt und produzierte den mit dem Grimme-Preis und dem deutschen Fernsehkrimipreis ausgezeichneten Tatort: Nie Wieder frei sein.
Seit 2010 leitete er als Produzent die TV-Abteilung der Produktionsfirma X Filme Creative Pool GmbH und wurde 2021 zum Geschäftsführer bestellt. Zu den hier von ihm verantworteten Produktionen gehören unter anderem die für den Grimme-Preis nominierten TV-Produktionen Tatort: Die Wahrheit, Wunschkinder und Tatort: Unklare Lage. Die gemeinsam mit Stefan Arndt und Uwe Schott produzierte Serie Babylon Berlin gewann für verschiedene Staffeln unter anderem den Deutschen Fernsehpreis 2018, den europäischen Filmpreis 2019, den bayerischen Fernsehpreis 2018, den Grimme-Preis 2018 sowie die Rose d’Or 2020. Seine Produktion Tina mobil wurde ebenfalls mit dem Grimme-Preis 2022 ausgezeichnet. 

## Filmografie (Auswahl)
- ab 2008: KDD – Kriminaldauerdienst (als Producer)
- 2010: Papa allein zu Haus (als Producer)
- 2010: Tatort: Nie wieder frei sein
- 2013: Tatort: Macht und Ohnmacht
- 2015: Unter Gaunern
- 2016: Wunschkinder
- 2016: Tatort: Die Wahrheit
- 2017: Tatort: Der Tod ist unser ganzes Leben
- 2017–2022: Babylon Berlin (40 Folgen)
- 2018: Tatort: Im toten Winkel
- 2018: Polizeiruf 110: Das Gespenst der Freiheit
- 2018: Tatort: Blut
- 2019: Die verlorene Tochter
- 2019: Tatort: Unklare Lage
- 2020: Tatort: In der Familie (Doppelfolge zum 50-jährigen Jubiläum)
- 2021: Tina mobil
- 2021: Furia
- 2022: Das Haus der Träume (Fernsehserie)
- 2023: Tatort: Hochamt für Toni
- 2025: Die Affäre Cum-Ex (Fernsehserie)